# Ениколопов, Рубен Сергеевич
Рубен Сергеевич Ениколопов (род. 26 мая 1978) — российский экономист, ректор Российской экономической школы с 2018 по 2022 год, профессор университета Помпеу Фабра. Сфера научных интересов — политическая экономика, экономика СМИ и экономика развивающихся стран.

## Биография
Рубен Ениколопов — выпускник математического класса московской школы № 57 (1995), учился вместе с экономистом Михаилом Островским. В 2001 году окончил физический факультет МГУ им. М. В. Ломоносова, получив диплом с отличием. В 2002 году окончил магистратуру Российской экономической школы, а в 2008 году получил степень PhD in Economics Гарвардского университета.
С 2008 года Рубен Ениколопов является профессором РЭШ, с 2013 года — Университета Помпеу Фабра (Испания).
В 2012—2013 гг. работал в Институте перспективных исследований в Принстоне. Занимался оценкой эффективности проектов ООН и Всемирного банка.
Является научным сотрудником Центра исследований экономики и политики (CEPR) и Международного центра роста (IGC) в Лондоне, редактором журналов Review of Economic Studies, Journal of Comparative Economics, Applied Econometrics и проч., публикует результаты своих исследований в ведущих мировых изданиях по экономике.
С 1 сентября 2018 года стал ректором Российской экономической школы, сменив Шломо Вебера.
Летом 2022 года покинул пост ректора Российской экономической школы.

## Награды
- Премия Егора Гайдара, присуждаемая Фондом Егора Гайдара, «За выдающийся вклад в области экономики» (2020)[8]
- AEJ[англ.] Best Paper Award (2021) в области прикладной экономики за исследование «Social Media and Corruption»[9]

## Семья
Женат на экономисте Марии Петровой, воспитывает четверых детей.
Сын учёного-психолога Сергея Ениколопова, внук учёного-химика, члена Академии наук СССР Николая Ениколопова.

## Публикации

### Статьи
- «Social media and Corruption» (2018) (совместно с Марией Петровой и Константином Сониным), American Economic Journals: Applied Economics, 10(1): 150—174.
- «Does Direct Democracy Limit Resource Capture? Experimental Evidence from Afghanistan» (2017) (совместно с Andrew Beath и Fotini Christia), Journal of Development Economics, 124, 199—213.
- «Electoral Rules and Political Selection: Theory and Evidence from a Field Experiment in Afghanistan» (2016) (совместно с Andrew Beath, Fotini Christia и Георгием Егоровым), Review of Economic Studies, 83(3): 932—968.
- «Radio And The Rise Of The Nazis In Pre-War Germany» (2015) (совместно с Maja Adena, Марией Петровой, Veronica Santarosa и Екатериной Журавской), Quarterly Journal of Economics, 130 (4): 1885—1939.
- «The National Solidarity Programme: Assessing the Effects of Community-Driven Development in Afghanistan» (2015) (совместно с Andrew Beath и Fotini Christia), International Peacekeeping, 22 (4): 302—320.
- «Politics, Instability, And International Investment Flows» (2015) (совместно с Art Durnev, Марией Петровой и Veronica Santarosa), Journal of Corporate Finance, 30, 299—324.
- «Politicians, Bureaucrats and Targeted Redistribution» (2014), Journal of Public Economics, 120: 74-83.
- «Cross-Border Media And Nationalism: Evidence From Serbian Radio In Croatia» (2014) (совместно с Stefano DellaVigna, Vera Mironova, Марией Петровой и Екатериной Журавской), American Economic Journal: Applied Economics, 6(3): 103—132.
- «Firm Value in Crisis: Effects of Firm-Level Transparency and Country-Level Institutions» (2014) (совместно с Марией Петровой и Сергеем Степановым), Journal of Banking and Finance, 46, 72-84
- «Empowering Women: Evidence from a Field Experiment in Afghanistan» (2013) (совместно с Andrew Beathand, Fotini Christia), American Political Science Review, 107(3): 540—557.
- «Assessing Health System Performance: A Model-Based Approach» (2013) (совместно с John Gerring, Strom Thacker, Julián Arévalo и Matthew Maguire), Social Science & Medicine, 93: 21-28.
- «Electoral Fraud in Russian Parliamentary Elections in December 2011: Evidence from a Field Experiment» (2013) (совместно с Василием Коровкиным, Марией Петровой, Константином Сониным и Алексеем Захаровым), Proceedings of the National Academy of Sciences, 110(2): 448—452.
- «Media and Political Persuasion: Evidence from Russia» (2011) (совместно с Марией Петровой и Екатериной Журавской), American Economic Review, 111(7): 3253-85.
- «Decentralization and Political Institutions» (2007), (совместно с Екатериной Журавской), Journal of Public Economics, 91: 2261—2290.

### Главы в книгах
- «Media Capture: Empirical Evidence» (совместно с Марией Петровой), в книге Handbook of Media Economics (Simon Andersen, David Strömberg, Joel Waldfogel (eds.), Elsevier (2015).
- «Corporate Governance in Russia» (совместно с Сергеем Степановым), в книге Handbook of the Russia Economy (под ред. Майкла Алексеева и Шломо Вебера), Oxford University Press. (2013)
- «Federalism and Political Centralization» (совместно с Екатериной Журавской), в книге Political Institutions and Development: Failed Expectations and Renewed Hopes (ред. Natalia Dinello и Владимир Попов), Edward Elgar: Cheltenham, UK (2007).
- Ениколопов, Р. С. Как технологии меняют рынок труда и образования / Рубен Ениколопов // Будущее российской экономики. — Москва: Эксмо, 2020. — С. 142—152. ISBN 978-5-04-090128-9